# Croix de Saint-Zénon
La croix de Saint-Zénon, est située au lieu-dit "Saint-Zénon", sur la commune de Séglien dans le Morbihan.

## Historique
La croix de Saint-Zénon fait l’objet d’une inscription au titre des monuments historiques depuis le 29 mars 1935.

## Architecture
La croix de Saint-Zénon, de forme pattée, est une croix monolithique en granit. 